# Le Grimoire d'Arkandias
Le Grimoire d'Arkandias (Os Feitiços de Arkandias (título em Portugal) ) é um filme francês de aventura, comédia e fantasia, realizado por Alexandre Castagnetti e Julien Simonet. O filme foi baseado na literatura homónima do escritor francês Éric Boisset. 
Na França, o filme estreou em 22 de outubro de 2014 e em Portugal em 9 de abril de 2015.
Os youtubers  Feromonas e MrNikki, participaram da dobragem portuguesa do filme.

## Enredo
Na aldeia de Ronenval, Théo é um menino que vive sendo chamado de fracassado por seus colegas. Desde a morte de seu pai, que aconteceu durante um resgate em um lago, o menino sofre de hidrofobia. Além disso, sua família tem sérias dificuldades financeiras desde que sua mãe foi demitida por um erro judicial.
Um dia, na biblioteca da vila, ele descobre um livro mágico estranho que revela os segredos do anel da invisibilidade. Com a ajuda de suas amigas, ele decide implementar a receita, para buscar a obra de arte roubada pelas três bruxas e provar a inocência de sua mãe. Mas as coisas começam a ficar complicadas quando ele toma o anel e começa a ficar invisível. Mas ele tem um último recurso: Agénor Arkandias. O único problema, não menos importante, é que ele nunca enfrentou esse tipo de missão.
Théo é confrontado pelas irmãs Boucher, mas ele sempre poderá contar com suas amigas, Laura Brechet (Pauline Brisy) e Marc Bonaventure Hippert ("Bonav", Timothée Coetsier).

## Elenco
- Christian Clavier - Agénor Arkandias
- Isabelle Nanty - Bertha Boucher
- Anémone - Marion Boucher
- Armelle - Julie Boucher
- Ryan Brodie - Théo
- Pauline Brisy - Laura
- Timothée Coetsier - Bonav
- Pol Beeckman - Erwan
- Emilien Vekemans - Fabrice
- Thierry Pasteels - Pai de Théo
- Dominique Baeyens - Mãe de Théo
- Renaud Rutten - Pai de Monier
- Alban Casterman - Filho de Monier
- David Scanu - Pai de Bonav
- Dominique Lila - Mãe de Bonav
- François Rollin - Irmão de Agénor Arkandias